# Alexander Lippisch

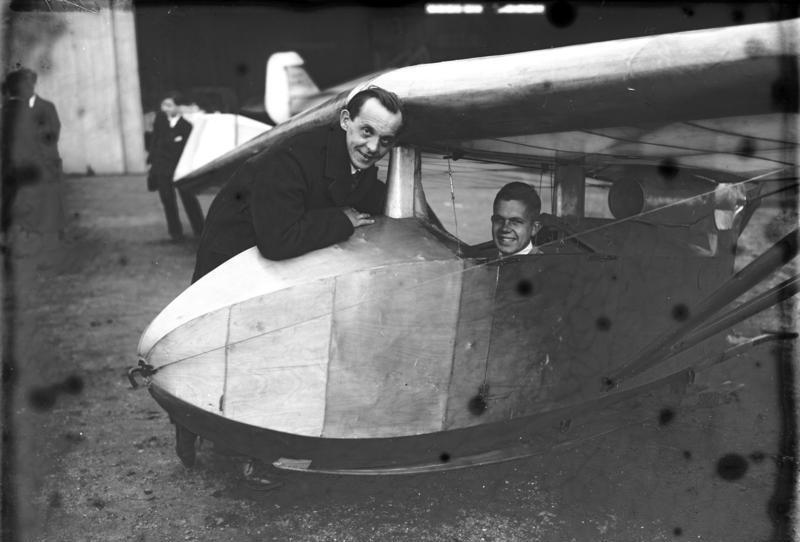
Alexander Lippisch (links) met Günther Groenhoff

Dr. Alexander Lippisch (München, 2 november 1894 - Cedar Rapids, Iowa, 11 februari 1976) was een Duitse luchtvaartpionier.
Lippisch neemt een aparte plek in in de Duitse luchtvaartindustrie. Net als de gebroeders Horten ontwikkelde hij een groot aantal projecten die een grote stap voorwaarts betekende in de ontwikkeling van de luchtvaart. De ontwikkelingen die hij, tezamen met zijn ontwerpteam, uitdacht zijn nu nog terug te vinden in de laatste nieuwe ontwerpen. Hij was een groot voorstander van het “staartloze” vliegtuig. Bijna alle projecten die hij in de Tweede Wereldoorlog ontwierp hadden deze configuratie. Hij was voor zijn werk wel altijd afhankelijk van de medewerking van andere vliegtuigbouwers. Deze samenwerking verliep niet altijd naar wens, veelal omdat men zelf ook een idee had van het toestel dat men wilde ontwikkelen. Hierdoor ontstonden vaak conflicten.
Hij heeft bij verschillende vliegtuigbouwers gewerkt maar behaalde zijn grootste succes bij Messerschmitt. Hij was de ontwerper die de Me 163 tot een bruikbaar toestel ontwikkelde. Hij was in de vier jaar die hij hier werkzaam was ook verantwoordelijk voor een groot aantal projecten voor verschillende doeleinden.
Na zijn tijd bij Messerschmitt werd hij hoofd van de “Luftfahrtforschungsanstalt” (LFA: Luchtvaart onderzoeksinstituut) te Wenen. Hier concentreerde hij zich op de ontwikkeling van nieuwe vleugelvormen en nieuwe voortstuwingsmethodes. Hiermee had hij in de jaren ’20 al voor grote veranderingen gezorgd. Hij ontwikkelde de deltavleugel, en deed onderzoek naar de ramjet-motor (vooral naar nieuwe vormen voor de verbrandingskamer) en het gebruik van vaste brandstof. Een groot deel van zijn onderzoek werden later bevestigd door het gebruik van modellen in de windtunnel.

## Projecten tot 1945
- DM 1
- Li P.01
- Li P.04
- Li P.09
- Li P.10
- Li P.11
- Li P.13
- Li P.15
- Li P.20